# Cucumis anguria
Cucumis anguria — це лоза, яка поширена в Африці, але натуралізувався в Новому Світі і культивується в багатьох місцях.

## Опис
Cucumis anguria — це трав'яниста ліана з тонкими стеблами, що досягає 3 метрів у довжину. Плоди (4–5 см × 3–4 см) ростуть на довгих ніжках, яйцюватої чи довгастої форми. Плоди покриті довгими волосками над поверхнею колючок або бородавчастих горбків. Внутрішній м'якуш блідо-зелений.

## Розповсюдження
Хоча натуралізований у багатьох частинах Нового Світу, Cucumis anguria поширений лише в Африці, у таких країнах: Ангола; Ботсвана; Демократична Республіка Конго; Малаві; Мозамбік; Намібія; ПАР (Квазулу-Натал, Лімпопо, Мпумаланга); Есватіні; Танзанія; Замбія; і Зімбабве.

## Використання
Cucumis anguria в основному вирощують (як культурну рослину) заради їстівних плодів, які використовують для маринування, як варені овочі або їдять сирими. Смак схожий на смак звичайного огірка. Cucumis anguria використовувався в народній медицині для лікування захворювань шлунка.

## Шкідники
Посіви чутливі до нападів грибів, попелиць, огіркових хрущів.

## Галерея

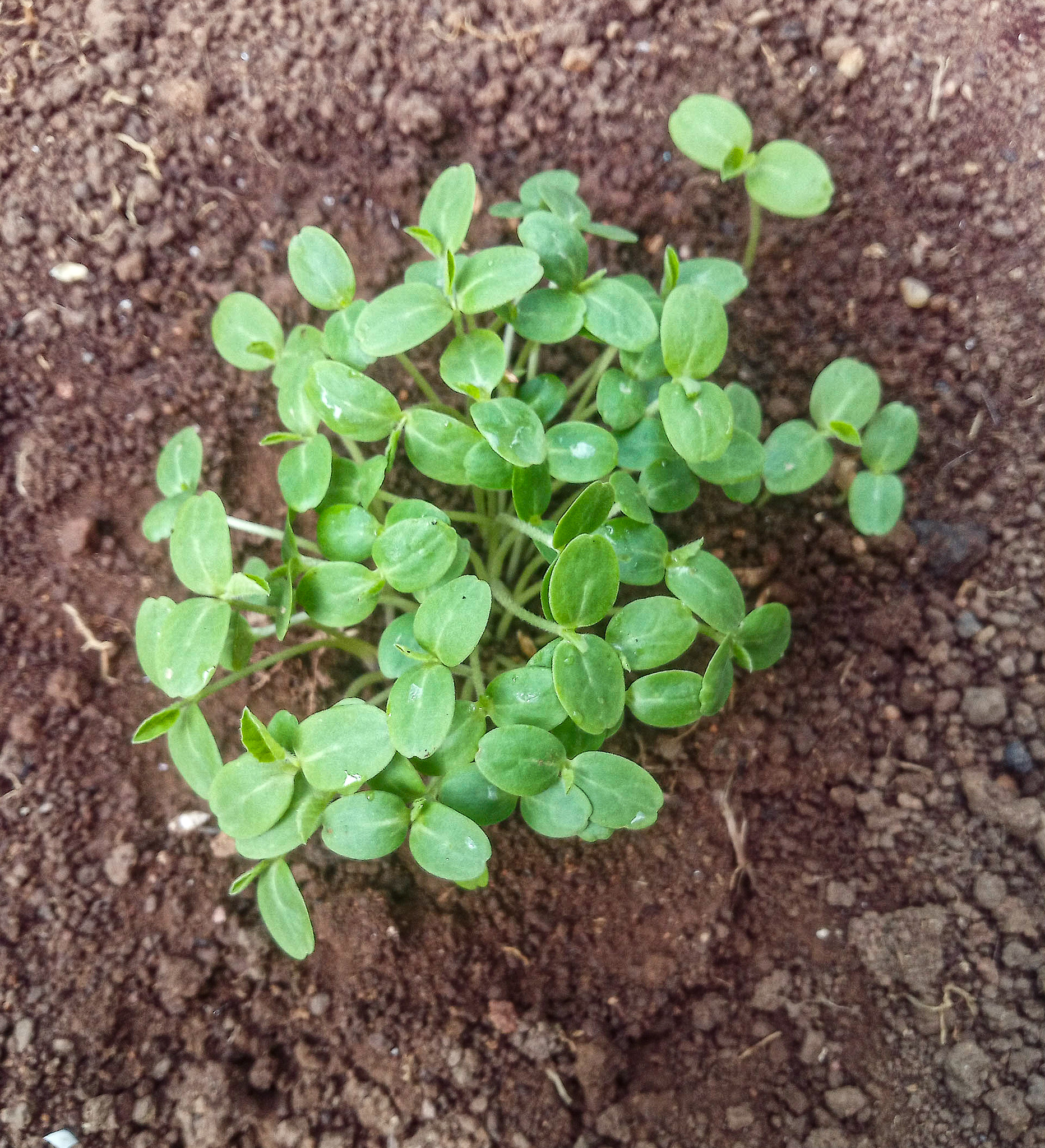
Саджанці
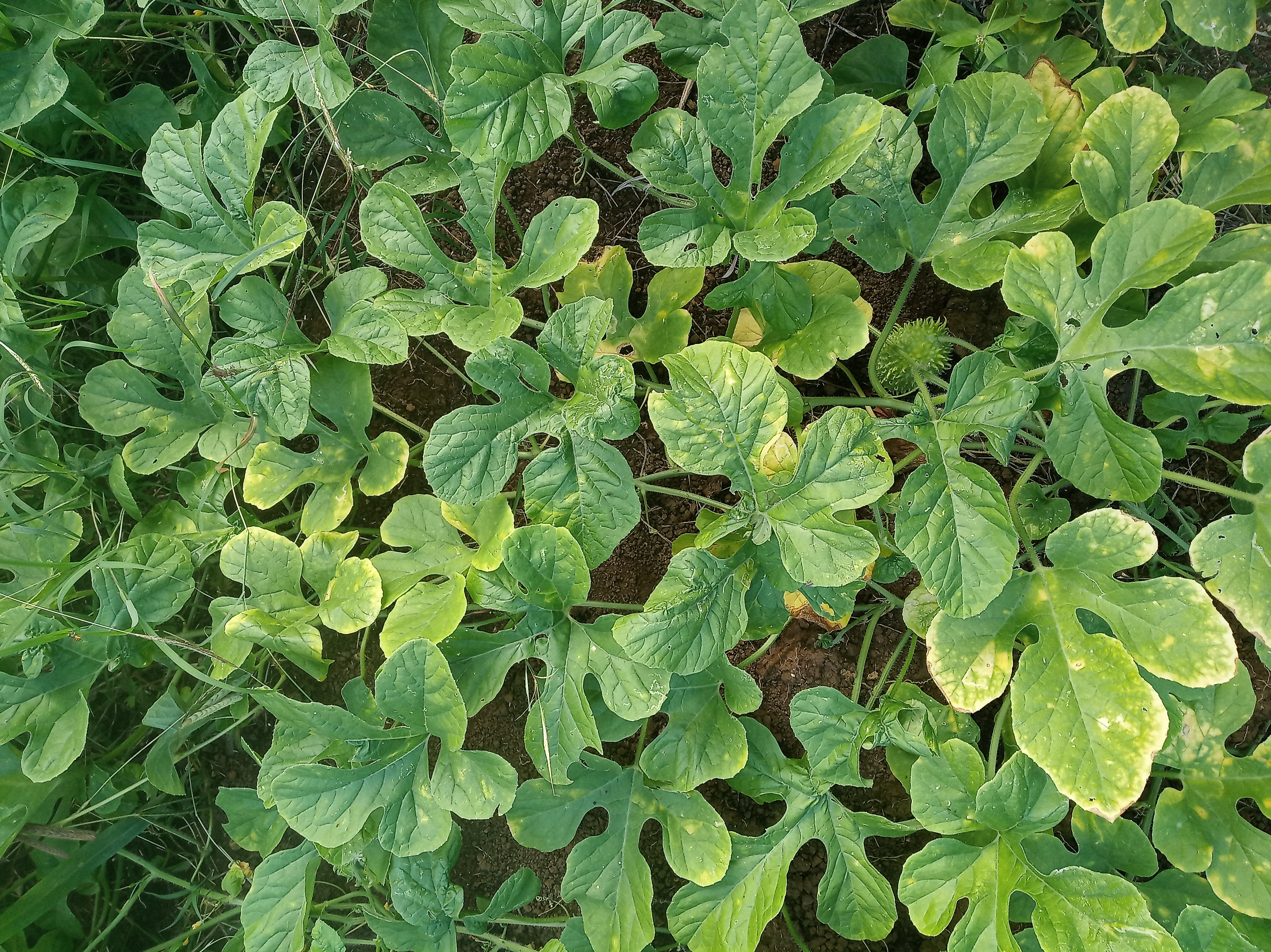
рослина
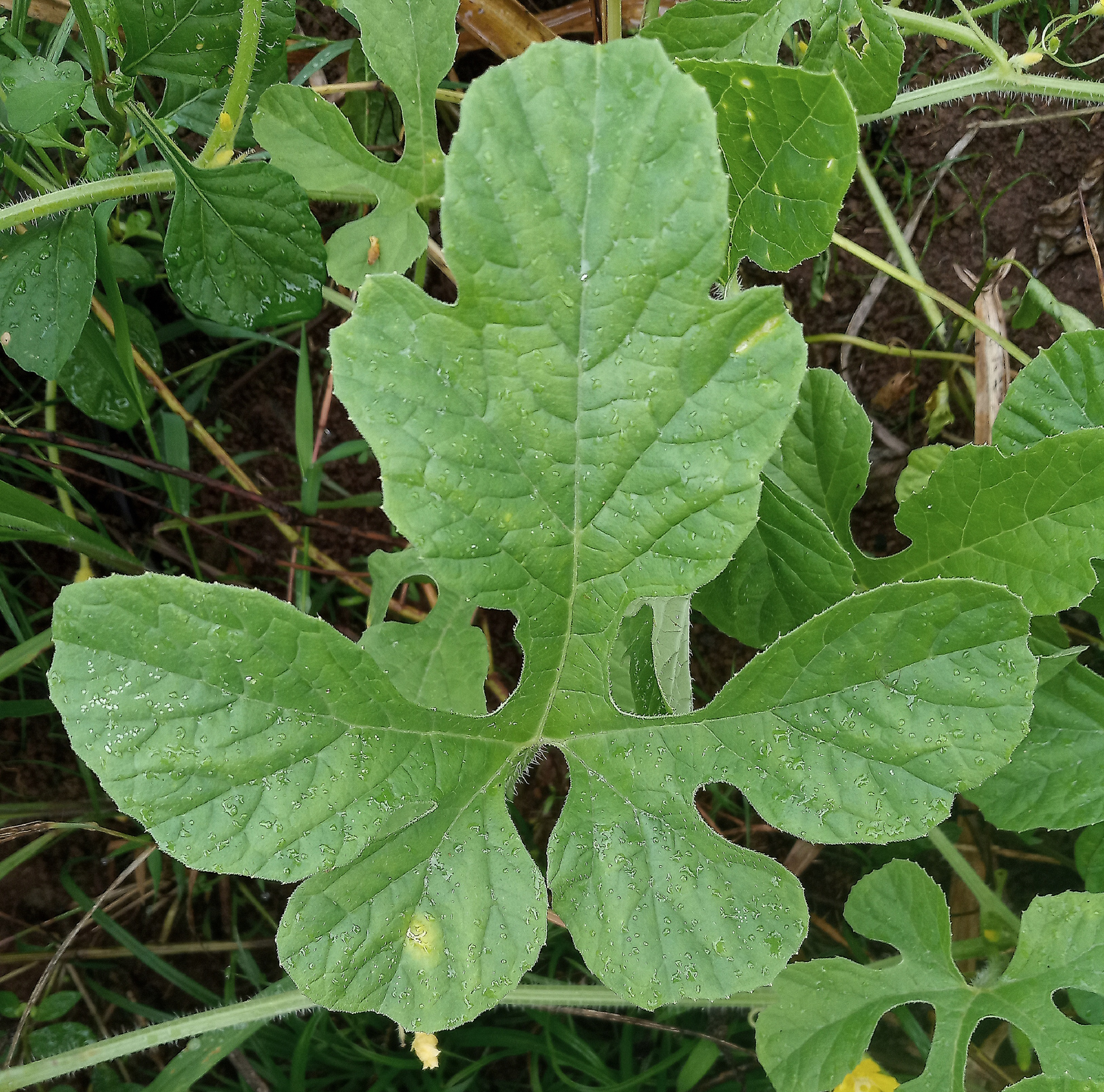
Листя
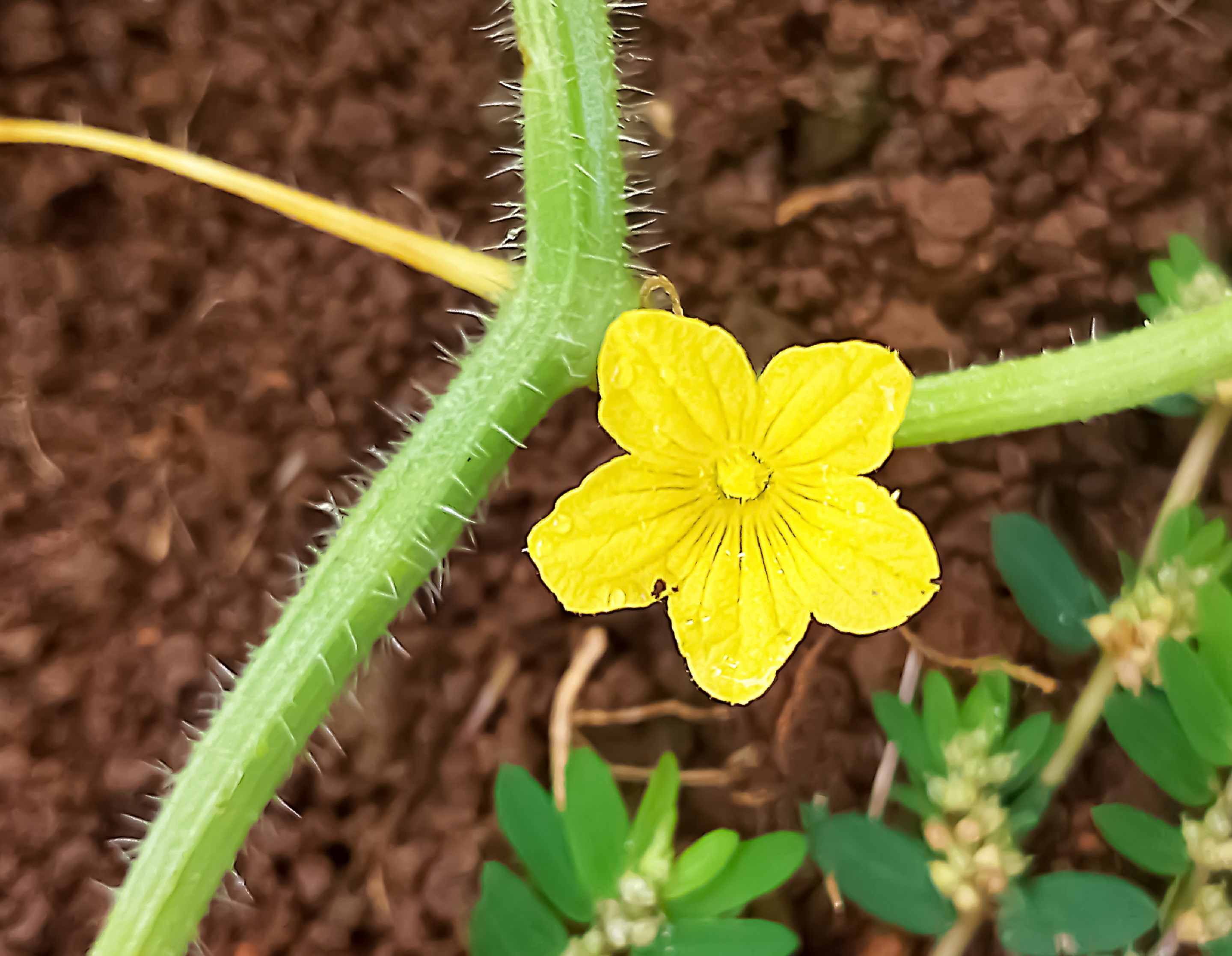
Квітка
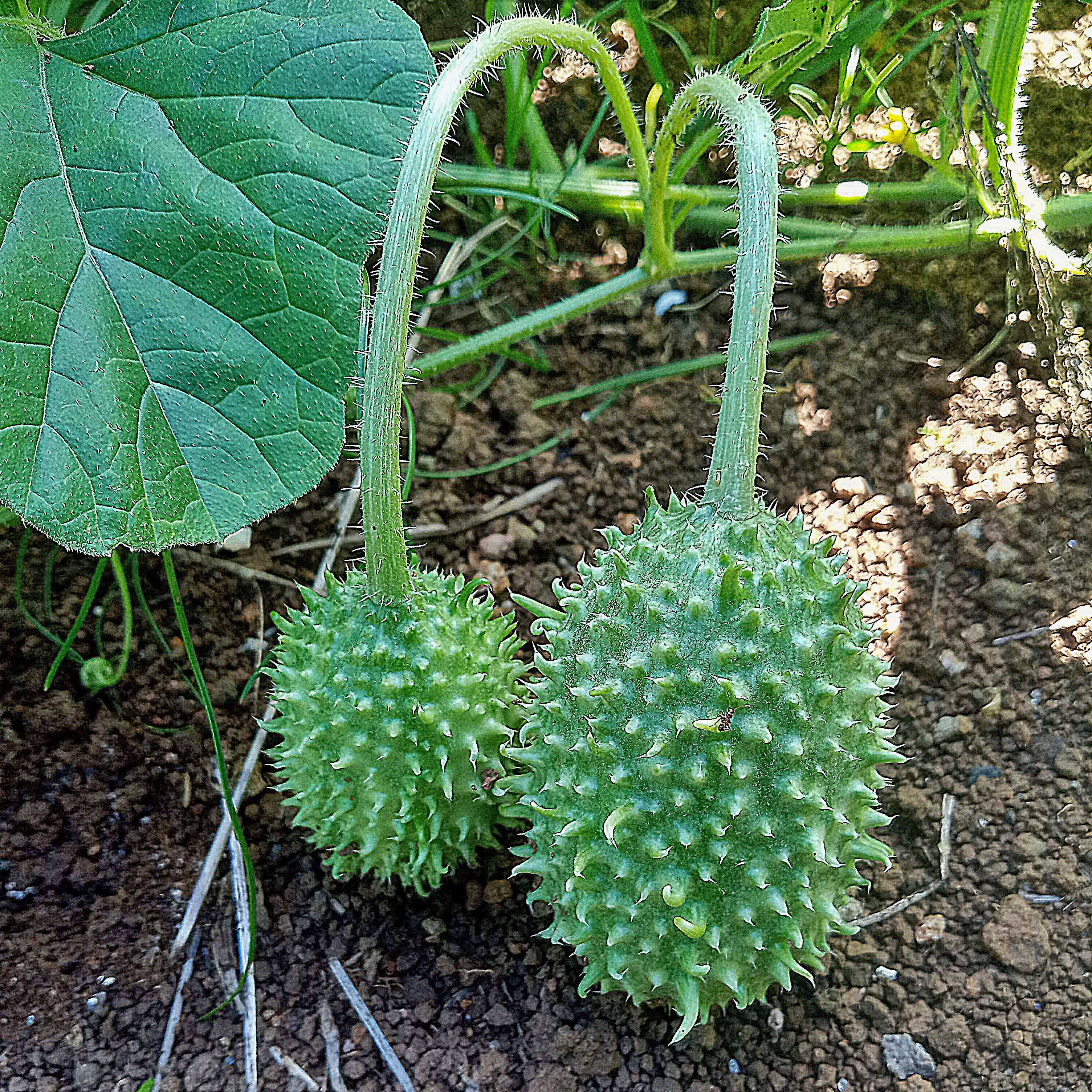
Фрукти
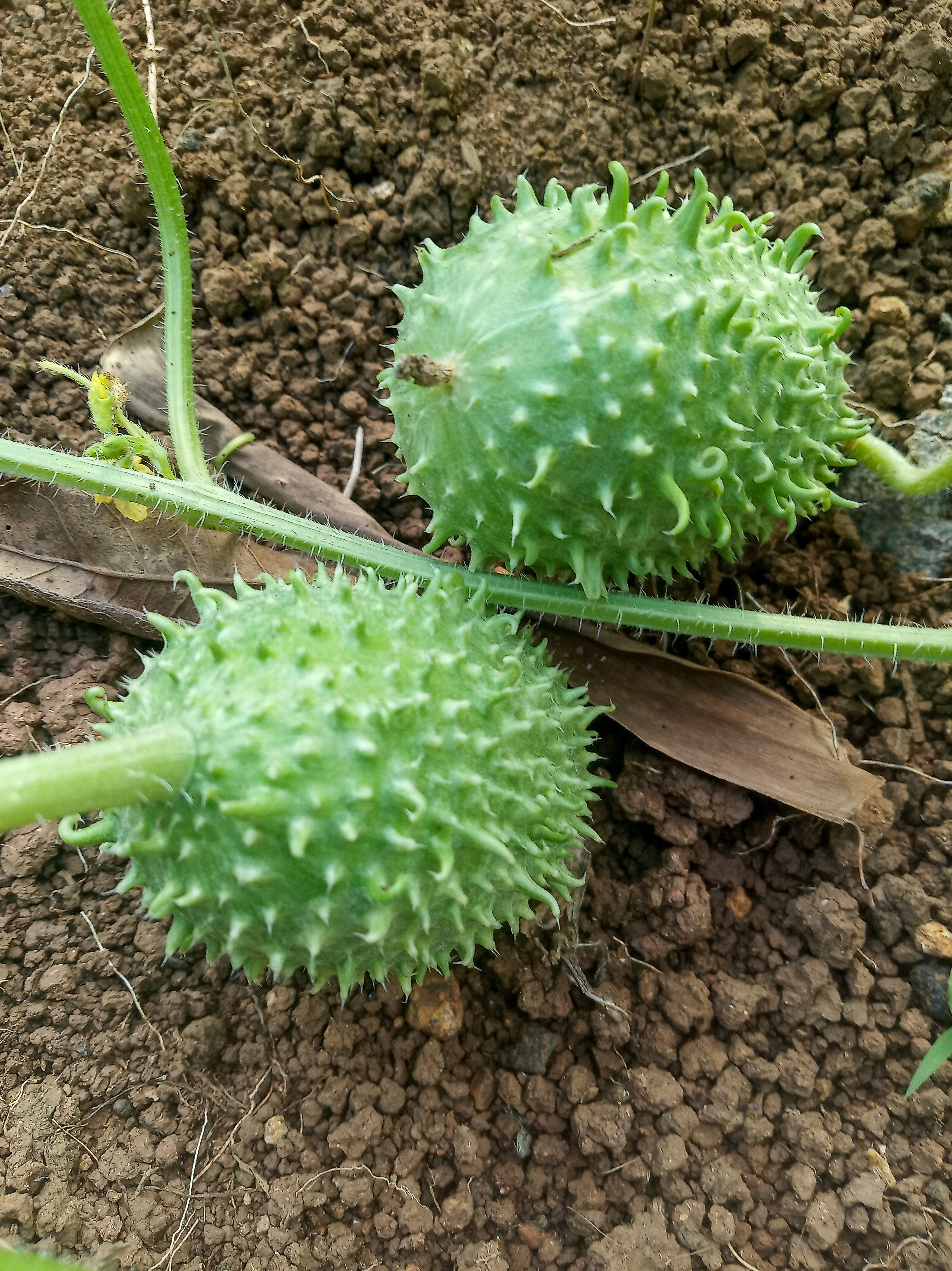
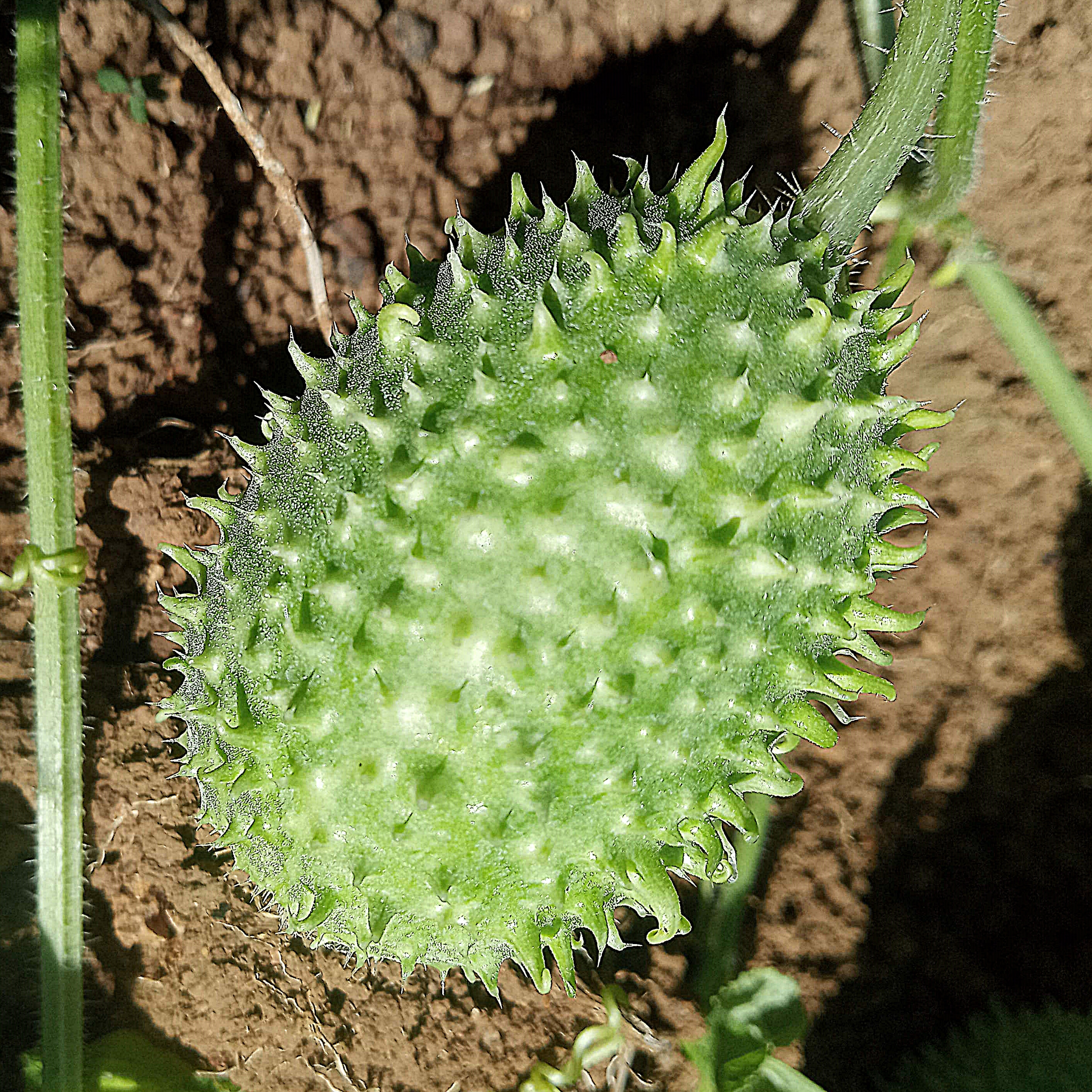
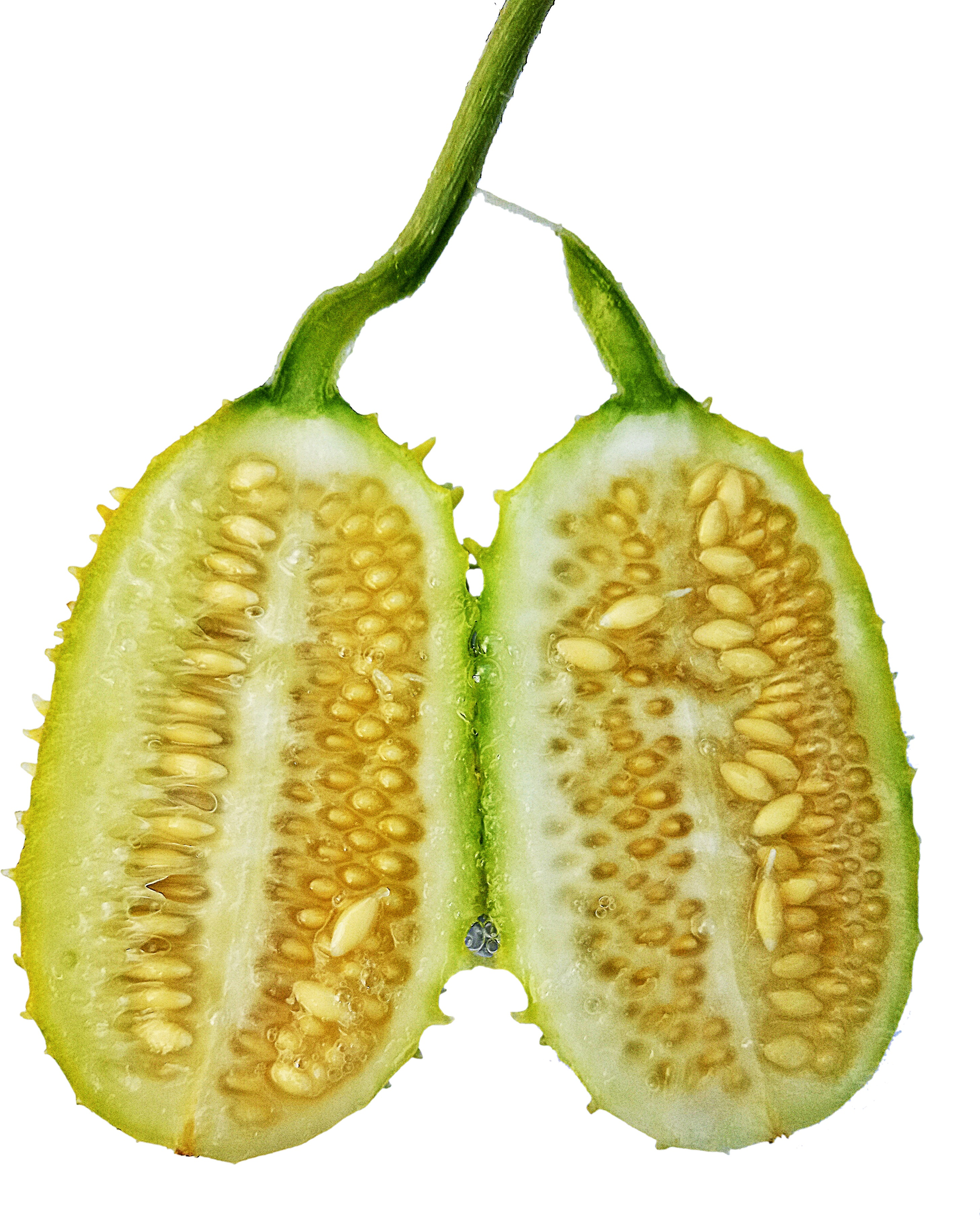
Всередині плоду